# Jorge Fernandes
Jorge Luiz Fernandes Leite, född 3 april 1962 i Rio de Janeiro, är en brasiliansk före detta simmare.
Han blev olympisk bronsmedaljör på 4 x 200 meter frisim vid sommarspelen 1980 i Moskva.